# 1000 Aars Festen i Ribe
1000 Aars Festen i Ribe er en dansk dokumentarisk optagelse fra 1948.

## Handling
Festligheder i anledning af oprettelse af bispestolene i Aarhus, Ribe og Slesvig, tirsdag den 25. maj 1948. Ribe er pyntet op til 1000-års festen, pigespejderne marcherer til banegårdspladsen. Præsteprocessionen på i alt 150 gejstlige i ornat bevæger sig fra rådhuset til domkirken med biskop C.E. Scharling og biskop Rohde fra Lund i spidsen, efterfulgt af biskopperne fra Haderslev, Norge, Aarhus og Finland. De kongelige ankommer - Dronning Alexandrine og Prins Knud, Kong Frederik 9. og Dronning Ingrid. Mere end 3000 mennesker er samlet til højmesse. Borgmester N. Aagaard Jakobsen og frue samt flere af byens honoratiores tager efterfølgende imod gæsterne foran Hotel Klubben.